# بایدربک ۲۳۴۵۷
سیارک ۲۳۴۵۷ (به انگلیسی: 23457 Beiderbecke، نامگذاری:1989GV6) بیست و سه هزار و چهارصد و پنجاه و هفتمین سیارک کشف شده‌است که در ۵ آوریل ۱۹۸۹ کشف شد.
قدر مطلق سیارک برابر ۳۲.۳ است.